# 라트비아 지역 연합
라트비아 지역 연합(라트비아어: Latvijas Reģionu apvienība)은 2014년 라트비아에서 만들어진 중도주의 정당이다. 현재 지도자는 마르틴슈 본다르스이다.